# Прапор Хорошева
Пра́пор Хорошева — офіційний геральдичний символ смт Хорошів Житомирської області, затверджений п'ятою сесія сьомого скликання Хорошівської селищної ради 7 червня 2016 року.

## Опис
Прапором Хорошева є прямокутне полотнище з співвідношенням сторін 2:3. По горизонталі прапор поділений на три рівновеликі смуги: зверху — золота (жовта), всередині — синя, знизу — зелена. Кольори прапора відповідають кольорам гербових фігур та щита. Оскільки гербові фігури сонця та 2 молотків є головними в гербі, то золотий колір знаходиться вгорі прапора. Кольори гербового щита синій та зелений, звідси відповідність їх розташування на прапорі. Геральдичний золотий колір означає величність і багатства (духовні і матеріальні), синій — славу і вірність, а зелений — свободу та надію.
Автором Прапора є Ігор Цвіра.